# Wesebygaard
Wesebygaard (dänisch Vesebygaard sowie Veseby Gods) ist der Name einer abgegangenen Burganlage in Weseby im Kreis Schleswig-Flensburg des Landes Schleswig-Holstein.

## Hintergrund
Das Schloss fand erstmals 1626 seine Erwähnung. Der Namensbestandteil Ga(a)rd deutet in Angeln häufig auf einen Herrenhof hin. Der Besitzer des adligen Gutes war damals ein Otto Petersen. Die quadratische Schlossanlage lag in einer Wiesenniederung zwischen Maasbüll und Hürup. Heute liegen ihre Überreste am Verbindungsweg zwischen Maasbüll und Hürup, inmitten des Ortes Weseby. Durch den Verbindungsweg wurde möglicherweise eine östliche Grabenanlage überbaut. Die Gesamtausmaße der Schlossanlage betrugen 90 × 90 Meter.

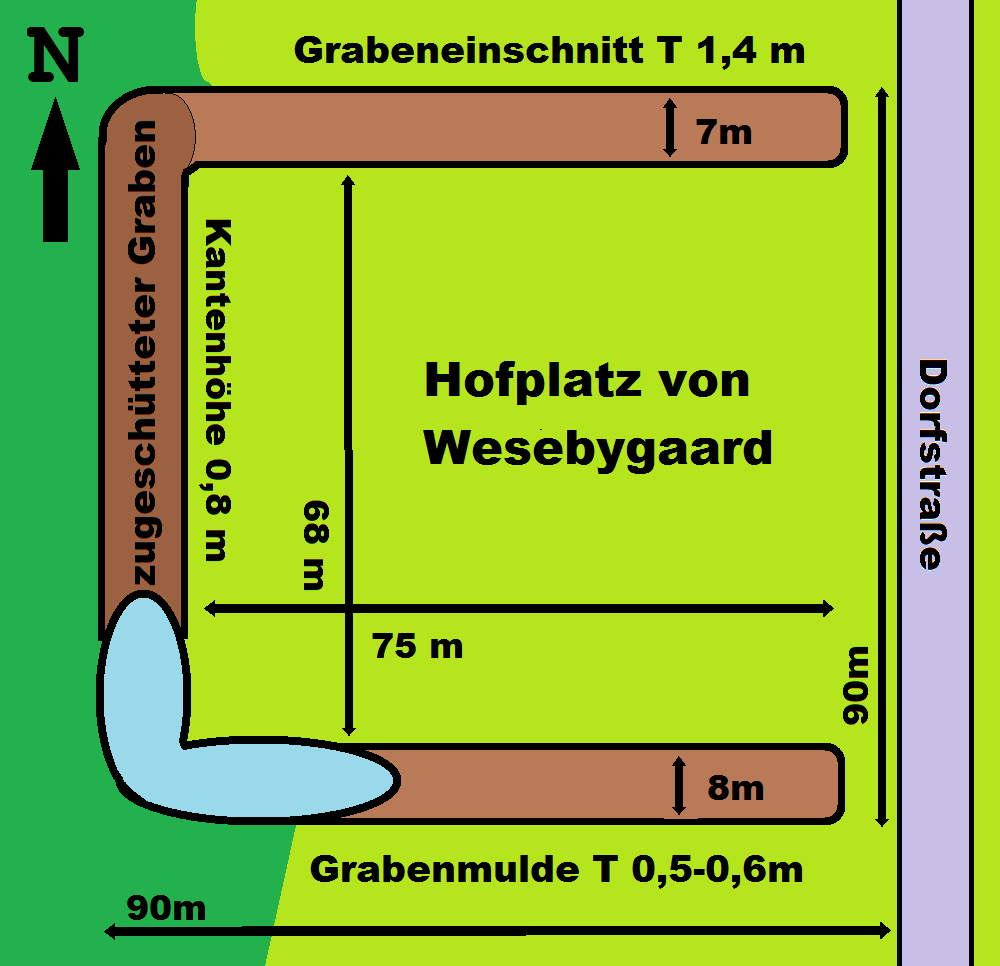
Fundstelle Gutshof Wesebygaard (skizzierter Zustand: 1. Hälfte des 20. Jh.)

Im Jahr 1785 wurde der Gutshof parzelliert. Das Areal, das weiterhin Gut Wesebygaard genannt wurde, wandelte sich zu einem Bauernhof. Auf der Gebietskarte der dänischen Landesaufnahme von 1857/1858 waren der Ort Weseby und das Gut „Vesebygaard“ schon zu finden. Auf der Karte der Preußischen Landesaufnahme um 1879, auf welcher Husby und Umgebung dargestellt wurden, war das Dorf Weseby schon sehr detailliert eingezeichnet. Das Gut fand ebenfalls in der Karte Erwähnung. Ein altes Hof-Gebäude stand noch in der Zeit nach dem Zweiten Weltkrieg (Lage). Es wurde durch drei an der Dorfstraße liegende Neubauten ersetzt. Eine Stichstraße beim alten Schlossstandort trägt heute offenbar den Namen Wesebygaard (Lage).

## Besitzer
- 1626: Otto Petersen
- 1630: Daldorf
- danach: Piper
- 1649: Heßhusen
- 1661: Reinking
- 1712: von Buchwald
- 1738: von Holstein
- 1740: Buchholz
- 1754: Selker
- 1759: Andersen
- 1812: Heyssel
- 1814: Kallsen
- 1819: Staake
- 1831: Fischer
- 1887 erfolge die Parzellierung

(Auflistung der Besitzer gemäß dem Buch von Jakob Röschmann, Seite 645)

## Nachbarschlösser
Nachbarschlösser waren:
- Freihof Kielsgaard, südlich des Nachbarortes Hürup bei Kielsgaard.
- Rosgaard (3,5 Kilometer nördlich entfernt)
- Burg Nedderby (3,6 Kilometer nordöstlich entfernt)
- Mögstedt (4,6 Kilometer nordöstlich entfernt)
- Böge-Schloss bei Ausacker (4,3 Kilometer südöstlich entfernt)